# 御浜岬

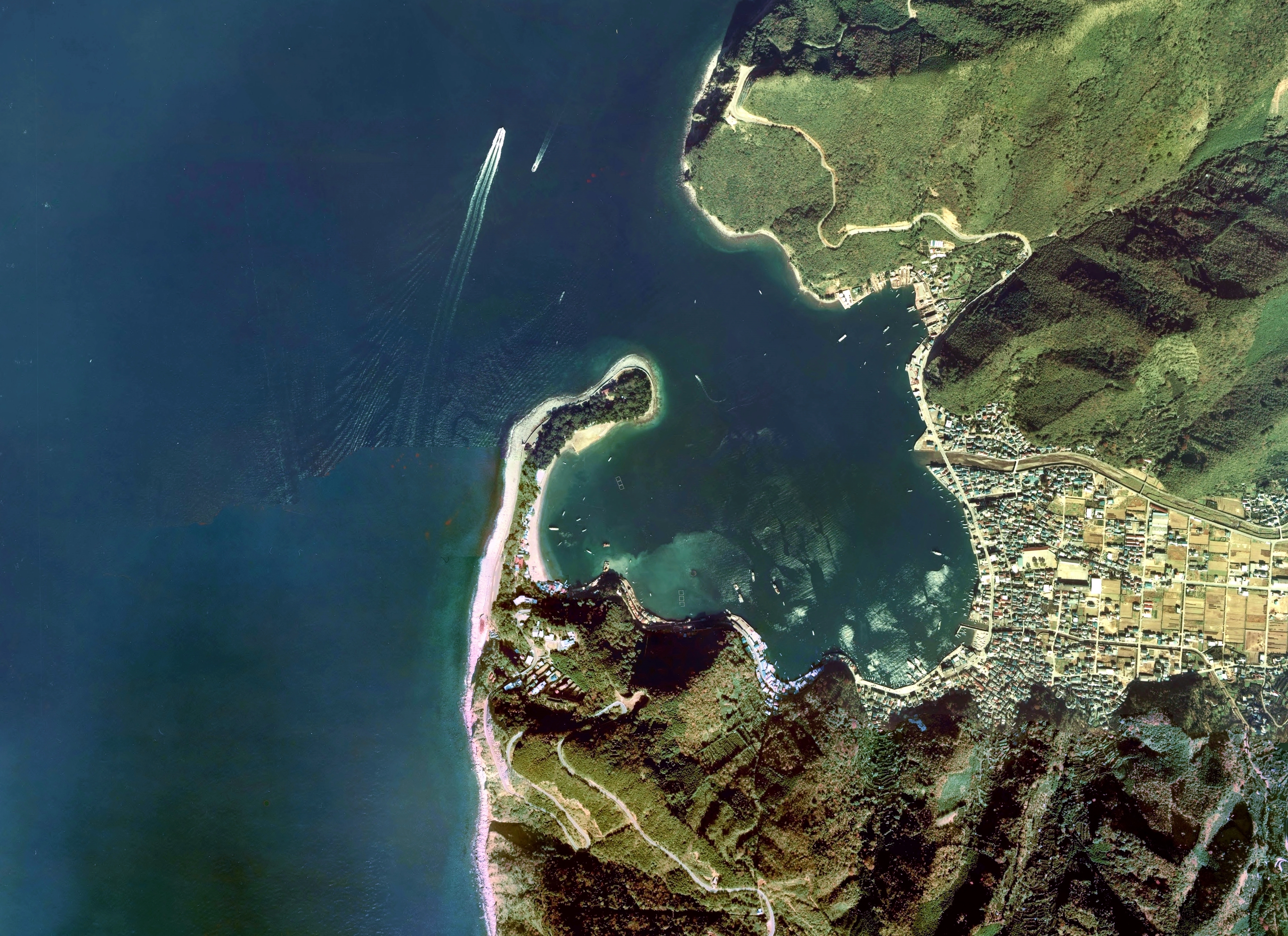
戸田港と御浜岬の空中写真。1976年撮影の4枚を合成作成。。

御浜岬（みはまみさき、英: Cape Mihama）は、静岡県沼津市戸田にある岬で砂嘴と呼ばれる地形。

## 概要
岬は駿河湾と戸田港を隔て、港側は砂地となっており、夏期には海水浴客でにぎわう。岬の先端には他の植生の侵入から守られ、照葉樹林帯の名残を残すイヌマキが群生しており、昭和55年（1980年）11月28日に静岡県から天然記念物「御浜岬のイヌマキ群生地」に指定された。
御浜岬にある砂浜と松林は御浜岬公園として整備され、旧戸田村から天然記念物に指定された「根上り松」や「友愛の松」を始めとした名のある松が多数存在している。岬内には沼津市戸田造船郷土資料博物館・駿河湾深海生物館や、東京大学戸田寮があり、先端には大漁と海上守護の神として崇められている弟橘姫命を祭神とする諸口神社があり、付け根部には余裕のある広さの駐車場が整備されている。

## 健康の森展望台
静岡県道17号沼津土肥線沿い南側の斜面の健康の森には展望台があり、岬全体と富士山を望むことができる。

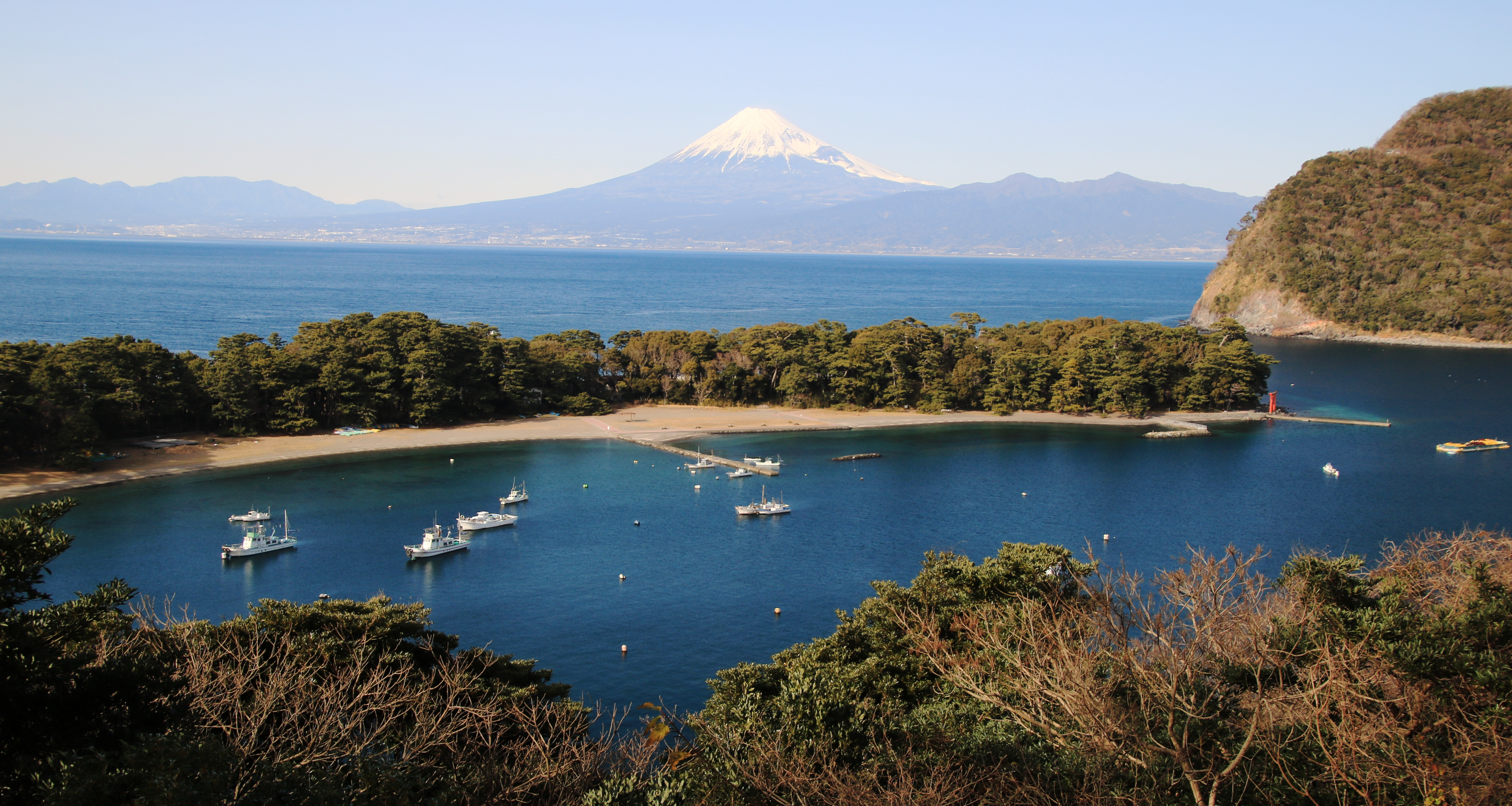
展望台から望む御浜岬と駿河湾越しの富士山